# Поллас, Кристиан
| Открытые астероиды: 26        | Открытые астероиды: 26 |
| ----------------------------- | ---------------------- |
| (4179) Таутатис               | 4 января 1989          |
| (5164) Мулло                  | 20 ноября 1984         |
| (7296) Ламарк [1]             | 8 августа 1992         |
| (8009) Béguin                 | 25 января 1989         |
| (9950) ESA                    | 8 ноября 1990          |
| (14015) 1994 BD4 [1]          | 16 января 1994         |
| (14016) Steller [1]           | 16 января 1994         |
| (16403) 1984 WJ1              | 20 ноября 1984         |
| (16674) Birkeland [1]         | 16 января 1994         |
| (17562) 1994 BG4 [1]          | 16 января 1994         |
| (19241) 1994 BH4 [1]          | 16 января 1994         |
| (29311) Lesire [1]            | 16 января 1994         |
| (30936) 1994 BR3 [1]          | 16 января 1994         |
| (30937) 1994 BA4 [1]          | 16 января 1994         |
| (30938) 1994 BB4 [1]          | 16 января 1994         |
| (30939) 1994 BE4 [1]          | 16 января 1994         |
| (32772) 1986 JL               | 11 мая 1986            |
| (37644) 1994 BN3 [1]          | 16 января 1994         |
| (42501) 1992 YC               | 17 декабря 1992        |
| (42521) 1994 BO3 [1]          | 16 января 1994         |
| (43846) 1994 BL3 [1]          | 16 января 1994         |
| (48564) 1994 BL3 [1]          | 16 января 1994         |
| (52413) 1994 BF4 [1]          | 16 января 1994         |
| (65679) 1989 UQ               | 26 октября 1989        |
| (136745) 1995 WL8             | 29 ноября 1995         |
| (173134) 1994 YP2             | 27 декабря 1994        |
| 1. совместно с Эриком Эльстом |                        |

Кристиан Поллас (фр. Christian Pollas, 1947) французский астроном и первооткрыватель астероидов, который работал в исследовательском центре CERGA. В период с 1984 по 1995 год им было обнаружено в общей сложности 26 астероидов, при этом 16 из них были обнаружены совместно с Эриком Эльстом, в том числе три околоземных астероида: (65679) 1989 UQ из группы Атона, (4179) Таутатис из группы Атона и (9950) ESA из группы Амура. Им также было обнаружено 49  сверхновых звёзд.
В знак признания его заслуг одному из астероидов было присвоено его имя (4892) Крисполлас.